# Уиткрофт, Кевин
Кевин Уиткрофт (англ. Kevin Wheatcroft, род. в 1959) — британский предприниматель и спортивный функционер, владелец Коллекции Уиткрофта — крупнейшего в мире частного собрания военной техники.

## Биография
Родился в 1959 году, является одним из семи детей предпринимателя и спортивного функционера Тома Уиткрофта и его супруги -немки Хелены Моргенштерн. В возрасте 16 лет бросил школу и стал работать в инженерной фирме, а затем начал помогать отцу в семейном строительном бизнесе. Когда его отец умер в 2009 году, Кевин унаследовал все его имущество и, по собственным словам, больше не поддерживает связей со своими братьями и сёстрами.

## Карьера
В 2002 году Кевин Уиткрофт и автоспортивная команда «Донингтон Парк Рейсинг» учредили почётный приз «Уиткрофт Трофи» в память о его отце, известном автоспортивном функционере, владельце команды, конструкторе и владельце автодрома Донингтон Парк и коллекции Гран-при Донингтона. Трофей ежегодно вручается тому, кто внёс значительный вклад в мир автоспорта. Уиткрофт является исполнительным председателем компаний «Donington Park Racing» и «Donington Park Leisure Limited». Согласно рейтингу Sunday Times Rich List, в 2020 году его состояние оценивалось в 132 миллиона фунтов стерлингов.

## Коллекция немецкой военной техники
Коллекция Уиткрофта является крупнейшим в мире частным собранием военной техники, а также иных вещей, принадлежавших немецким солдатам времён Второй мировой войны. Её общая стоимость оценивается в 100 миллионов фунтов стерлингов. Уиткрофт приобрёл первый предмет коллекции — шлем штурмовика SS с меткой от пули — в возрасте 5 лет, получив его от родителей в качестве подарка на день рождения.
В возрасте 15 лет он купил три джипа времён Второй мировой войны на деньги, подаренные ему бабушкой на день рождения. Он восстановил их и затем продал, использовав полученные деньги для покупки новых машин и танка. Уиткрофт спит на кровати, ранее принадлежавшей Адольфу Гитлеру, однако заявляет, что сменил на ней матрас.